# Sarraquinhos
Sarraquinhos is een plaats (freguesia) in de Portugese gemeente Montalegre en telt 378 inwoners (2001).